# Élections départementales de 2021 dans les Deux-Sèvres
Les élections départementales dans les Deux-Sèvres ont lieu les 20 et 27 juin 2021.

## Contexte départemental

### Assemblée départementale sortante
Avant les élections, le conseil départemental des Deux-Sèvres est présidé par Hervé de Talhouët-Roy  (LR).
Il comprend 34 conseillers départementaux issus des 17 cantons des Deux-Sèvres.
| Président du conseil départemental |       |       |      |                   |
| Hervé de Talhouët-Roy (LR)         |       |       |      |                   |
| Parti                              | Sigle | Sigle | Élus | Groupes           |
| Majorité (23 sièges)               |       |       |      |                   |
| Divers droite                      |       | DVD   | 14   | Union Deux-Sèvres |
| Les Républicains                   |       | LR    | 9    | Union Deux-Sèvres |
| Opposition (11 sièges)             |       |       |      |                   |
| Parti socialiste                   |       | PS    | 7    | Gauche 79         |
| Divers gauche                      |       | DVG   | 2    | Gauche 79         |
| Divers droite                      |       | DVD   | 1    | Non-inscrit       |
| Divers gauche                      |       | DVG   | 1    | Non-inscrit       |

## Système électoral
Les élections ont lieu au scrutin majoritaire binominal à deux tours. Le système est paritaire : les candidatures sont présentées sous la forme d'un binôme composé d'une femme et d'un homme avec leurs suppléants (une femme et un homme également).
Pour être élu au premier tour, un binôme doit obtenir la majorité absolue des suffrages exprimés et un nombre de suffrages au moins égal à 25 % des électeurs inscrits. Si aucun binôme n'est élu au premier tour, seuls peuvent se présenter au second tour les binômes qui ont obtenu un nombre de suffrages au moins égal à 12,5 % des électeurs inscrits, sans possibilité pour les binômes de fusionner. Est élu au second tour le binôme qui obtient le plus grand nombre de voix.

## Résultats à l'échelle du département

### Résultats par nuances
| Binômes                  | Binômes                             | Binômes                  | Premier tour | Premier tour | Premier tour | Second tour | Second tour | Second tour | Total | +/-           |  |
| Binômes                  | Binômes                             | Binômes                  | Voix         | %            | Sièges       | Voix        | %           | Sièges      | Total | +/-           |  |
| ------------------------ | ----------------------------------- | ------------------------ | ------------ | ------------ | ------------ | ----------- | ----------- | ----------- | ----- | ------------- |  |
|                          | Union au centre et à droite         | UCD                      | 29 056       | 35,68        | 0            | 38 211      | 48,49       | 22          | 22    | Nv.           |  |
|                          | Union à gauche avec des écologistes | UGE                      | 14 534       | 17,84        | 0            | 10 353      | 13,14       | 0           | 0     | Nv.           |  |
|                          | Rassemblement national              | RN                       | 10 112       | 12,42        | 0            |             |             |             | 0     | en stagnation |  |
|                          | Union à gauche                      | UG                       | 8 929        | 10,96        | 0            | 11 240      | 14,26       | 4           | 4     | 6             |  |
|                          | La République en marche             | REM                      | 6 475        | 7,95         | 0            | 1 275       | 1,62        | 0           | 0     | Nv.           |  |
|                          | Divers gauche                       | DVG                      | 4 822        | 5,92         | 0            | 6 441       | 8,17        | 2           | 2     | 2             |  |
|                          | Écologiste                          | ECO                      | 3 354        | 4,12         | 0            | 6 447       | 8,18        | 2           | 2     | Nv.           |  |
|                          | Divers centre                       | DVC                      | 3 234        | 3,97         | 0            | 4 833       | 6,13        | 4           | 4     | Nv.           |  |
|                          | Divers droite                       | DVD                      | 397          | 0,49         | 0            |             |             |             | 0     | 4             |  |
|                          | Union au centre                     | UC                       | 338          | 0,41         | 0            | 0           | Nv.         |             |       |               |  |
|                          | Droite souverainiste                | DSV                      | 195          | 0,24         | 0            | 0           | Nv.         |             |       |               |  |
|                          |                                     |                          |              |              |              |             |             |             |       |               |  |
| Suffrages exprimés       | Suffrages exprimés                  | Suffrages exprimés       | 81 446       | 94,45        |              | 78 800      | 91,77       |             |       |               |  |
| Votes blancs             | Votes blancs                        | Votes blancs             | 2 942        | 3,41         | 4 294        | 5,00        |             |             |       |               |  |
| Votes nuls               | Votes nuls                          | Votes nuls               | 1 847        | 2,14         | 2 772        | 3,23        |             |             |       |               |  |
| Total                    | Total                               | Total                    | 86 235       | 100          | 0            | 85 866      | 100         | 34          | 34    | en stagnation |  |
| Abstentions              | Abstentions                         | Abstentions              | 182 991      | 67,97        |              | 183 415     | 68,11       |             |       |               |  |
| Inscrits / participation | Inscrits / participation            | Inscrits / participation | 269 226      | 32,03        | 269 281      | 31,89       |             |             |       |               |  |

### Élus par canton
| Canton                | Conseiller Sortant    | Parti | Parti | Conseiller élu            | Parti | Parti |
| --------------------- | --------------------- | ----- | ----- | ------------------------- | ----- | ----- |
| Autize-Égray          | René Bauruel          |       | DVD   | René Bauruel              |       | DVD   |
| Autize-Égray          | Marie-Pierre Missioux |       | DVD   | Marie-Pierre Missioux     |       | DVD   |
| Bressuire             | Estelle Gerbaud       |       | DVD   | Estelle Gerbaud           |       | DVD   |
| Bressuire             | François Gingreau     |       | DVD   | François Gingreau         |       | DVD   |
| Celles-sur-Belle      | Chantal Brillaud      |       | PS    | Chantal Brillaud          |       | PS    |
| Celles-sur-Belle      | Jean-Claude Mazin     |       | PS    | Kim Delagarde             |       | DVG   |
| Cerizay               | Thierry Marolleau     |       | DVD   | Thierry Marolleau         |       | DVD   |
| Cerizay               | Sylvie Renaudin       |       | LR    | Sylvie Renaudin           |       | LR    |
| Frontenay-Rohan-Rohan | Dominique Pougnard    |       | DVG   | Anne-Sophie Guichet       |       | DVD   |
| Frontenay-Rohan-Rohan | Rabah Laïchour        |       | DVG   | Olivier Poiraud           |       | DVD   |
| La Gâtine             | Coralie Dénoues       |       | DVD   | Coralie Dénoues           |       | DVD   |
| La Gâtine             | Hervé de Talhouët-Roy |       | LR    | Didier Gaillard           |       | DVD   |
| Mauléon               | Philippe Bremond      |       | LR    | Philippe Bremond          |       | LR    |
| Mauléon               | Claire Paulic         |       | LR    | Claire Paulic             |       | LR    |
| Melle                 | Colette Balland       |       | PS    | Muriel Sabourin Benelhadj |       | PS    |
| Melle                 | Dorick Barillot       |       | PS    | Dorick Barillot           |       | PS    |
| Mignon-et-Boutonne    | Bernard Belaud        |       | LR    | Philippe Mauffrey         |       | LR    |
| Mignon-et-Boutonne    | Séverine Vachon       |       | LR    | Séverine Vachon           |       | LR    |
| Niort-1               | Romain Dupeyrou       |       | DVD   | Romain Dupeyrou           |       | DVD   |
| Niort-1               | Rose-Marie Nieto      |       | DVD   | Rose-Marie Nieto          |       | DVD   |
| Niort-2               | Rodolphe Challet      |       | DVG   | Bernard Pénicaud          |       | DVG   |
| Niort-2               | Élodie Truong         |       | PS    | Élodie Truong             |       | PS    |
| Niort-3               | Agnès Jarry           |       | DVD   | Christine Hypeau          |       | DVD   |
| Niort-3               | Guillaume Juin        |       | DVD   | Guillaume Juin            |       | DVD   |
| Parthenay             | Gilbert Favreau       |       | LR    | Gilbert Favreau           |       | LR    |
| Parthenay             | Béatrice Largeau      |       | DVD   | Béatrice Largeau          |       | DVD   |
| La Plaine niortaise   | Lionel Vinour         |       | PS    | Thierry Devautour         |       | DVD   |
| La Plaine niortaise   | Magdeleine Pradere    |       | PS    | Nathalie Vinatier         |       | DVD   |
| Saint-Maixent-l'École | Hélène Havette        |       | DVD   | Catherine Pelaud          |       | EELV  |
| Saint-Maixent-l'École | Léopold Moreau        |       | LR    | Jean-François Renoux      |       | GÉ    |
| Thouars               | Esther Mahiet-Lucas   |       | LR    | Esther Mahiet-Lucas       |       | LR    |
| Thouars               | Sylvain Sintive       |       | DVD   | Philippe Chauveau         |       | LR    |
| Le Val de Thouet      | Olivier Fouillet      |       | DVD   | Olivier Fouillet          |       | DVD   |
| Le Val de Thouet      | Maryline Gelée        |       | DVD   | Maryline Gelée            |       | DVD   |

### Assemblée élue
| Présidente du conseil départemental |       |       |      |                              |
| Coralie Dénoues (DVD)               |       |       |      |                              |
| Parti                               | Sigle | Sigle | Élus | Groupes                      |
| Majorité (26 sièges)                |       |       |      |                              |
| Divers droite                       |       | DVD   | 18   | Deux-Sèvres en action        |
| Les Républicains                    |       | LR    | 8    | Deux-Sèvres en action        |
| Opposition (8 sièges)               |       |       |      |                              |
| Parti socialiste                    |       | PS    | 4    | Gauche écologiste et citoyen |
| Divers gauche                       |       | DVG   | 2    | Gauche écologiste et citoyen |
| Génération écologie                 |       | GÉ    | 1    | Gauche écologiste et citoyen |
| Europe Écologie Les Verts           |       | EÉLV  | 1    | Gauche écologiste et citoyen |

## Résultats par canton
Les binômes sont présentés par ordre décroissant des résultats au premier tour. En cas de victoire au second tour du binôme arrivé en deuxième place au premier, ses résultats sont indiqués en gras.

### Canton d'Autize-Égray
| Candidats                | Candidats                | Partis                   | Nuance                   | Nuance                   | Premier tour | Premier tour | Second tour | Second tour |
| Candidats                | Candidats                | Partis                   | Nuance                   | Nuance                   | Voix         | %            | Voix        | %           |
| ------------------------ | ------------------------ | ------------------------ | ------------------------ | ------------------------ | ------------ | ------------ | ----------- | ----------- |
|                          | René Bauruel             | DVD                      | UCD                      | UCD                      | 2 156        | 42,69        | 3 125       | 66,19       |
|                          | Marie-Pierre Missioux    | DVD                      | UCD                      | UCD                      | 2 156        | 42,69        | 3 125       | 66,19       |
|                          | Guillaume Dumoulin       | EÉLV                     | UGE                      | UGE                      | 999          | 19,78        | 1 596       | 33,81       |
|                          | Stéphanie Dupont         | G.s                      | UGE                      | UGE                      | 999          | 19,78        | 1 596       | 33,81       |
|                          | Patrick Biryt            | RN                       | RN                       | RN                       | 788          | 15,60        |             |             |
|                          | Lucie Chaumeron          | RN                       | RN                       | RN                       | 788          | 15,60        |             |             |
|                          | Yves Attou               | PS                       | DVG                      | DVG                      | 593          | 11,74        |             |             |
|                          | Morgane Bailly           | DVG                      | DVG                      | DVG                      | 593          | 11,74        |             |             |
|                          | Jérôme Chouteau          | LREM                     | REM                      | REM                      | 514          | 10,18        |             |             |
|                          | Houba Rifi               | LREM                     | REM                      | REM                      | 514          | 10,18        |             |             |
|                          |                          |                          |                          |                          |              |              |             |             |
| Suffrages exprimés       | Suffrages exprimés       | Suffrages exprimés       | Suffrages exprimés       | Suffrages exprimés       | 5 050        | 93,57        | 4 721       | 91,10       |
| Votes blancs             | Votes blancs             | Votes blancs             | Votes blancs             | Votes blancs             | 217          | 4,02         | 258         | 5,02        |
| Votes nuls               | Votes nuls               | Votes nuls               | Votes nuls               | Votes nuls               | 130          | 2,41         | 158         | 3,08        |
| Total                    | Total                    | Total                    | Total                    | Total                    | 5 397        | 100          | 5 137       | 100         |
| Abstention               | Abstention               | Abstention               | Abstention               | Abstention               | 10 837       | 66,75        | 11 099      | 68,36       |
| Inscrits / participation | Inscrits / participation | Inscrits / participation | Inscrits / participation | Inscrits / participation | 16 234       | 33,25        | 16 236      | 31,64       |

### Canton de Bressuire
| Candidats                | Candidats                | Partis                   | Nuance                   | Nuance                   | Premier tour | Premier tour | Second tour | Second tour |
| Candidats                | Candidats                | Partis                   | Nuance                   | Nuance                   | Voix         | %            | Voix        | %           |
| ------------------------ | ------------------------ | ------------------------ | ------------------------ | ------------------------ | ------------ | ------------ | ----------- | ----------- |
|                          | Estelle Gerbaud          | DVD                      | UCD                      | UCD                      | 2 921        | 61,19        | 3 399       | 72,47       |
|                          | François Gingreau        | DVD                      | UCD                      | UCD                      | 2 921        | 61,19        | 3 399       | 72,47       |
|                          | Émile Bregeon            | DVG                      | UGE                      | UGE                      | 1 151        | 24,11        | 1 291       | 27,53       |
|                          | Anita Briffe             | DVG                      | UGE                      | UGE                      | 1 151        | 24,11        | 1 291       | 27,53       |
|                          | Michèle Boyer            | RN                       | RN                       | RN                       | 702          | 14,70        |             |             |
|                          | David Robin              | RN                       | RN                       | RN                       | 702          | 14,70        |             |             |
|                          |                          |                          |                          |                          |              |              |             |             |
| Suffrages exprimés       | Suffrages exprimés       | Suffrages exprimés       | Suffrages exprimés       | Suffrages exprimés       | 4 774        | 95,02i       | 4 690       | 93,56       |
| Votes blancs             | Votes blancs             | Votes blancs             | Votes blancs             | Votes blancs             | 147          | 2,93         | 164         | 3,27        |
| Votes nuls               | Votes nuls               | Votes nuls               | Votes nuls               | Votes nuls               | 103          | 2,05         | 159         | 3,17        |
| Total                    | Total                    | Total                    | Total                    | Total                    | 5 024        | 100          | 5 013       | 100         |
| Abstention               | Abstention               | Abstention               | Abstention               | Abstention               | 11 798       | 70,13        | 11 811      | 70,20       |
| Inscrits / participation | Inscrits / participation | Inscrits / participation | Inscrits / participation | Inscrits / participation | 16 822       | 29,87        | 16 824      | 29,80       |

### Canton de Celles-sur-Belle
| Candidats                | Candidats                | Partis                   | Nuance                   | Nuance                   | Premier tour | Premier tour | Second tour | Second tour |
| Candidats                | Candidats                | Partis                   | Nuance                   | Nuance                   | Voix         | %            | Voix        | %           |
| ------------------------ | ------------------------ | ------------------------ | ------------------------ | ------------------------ | ------------ | ------------ | ----------- | ----------- |
|                          | Julien Chassin           | DVD                      | UCD                      | UCD                      | 1 590        | 34,09        | 2 320       | 48,63       |
|                          | Sylvie Cousin            | DVD                      | UCD                      | UCD                      | 1 590        | 34,09        | 2 320       | 48,63       |
|                          | Chantal Brillaud         | PS                       | DVG                      | DVG                      | 1 424        | 30,53        | 2 451       | 51,37       |
|                          | Kim Delagarde            | DVG                      | DVG                      | DVG                      | 1 424        | 30,53        | 2 451       | 51,37       |
|                          | Nicole Lahmiti           | DVG                      | UGE                      | UGE                      | 859          | 18,42        |             |             |
|                          | David Pinaud             | PCF                      | UGE                      | UGE                      | 859          | 18,42        |             |             |
|                          | François Baudin          | LREM                     | REM                      | REM                      | 791          | 16,96        |             |             |
|                          | Christine Heintz         | LREM                     | REM                      | REM                      | 791          | 16,96        |             |             |
|                          |                          |                          |                          |                          |              |              |             |             |
| Suffrages exprimés       | Suffrages exprimés       | Suffrages exprimés       | Suffrages exprimés       | Suffrages exprimés       | 4 664        | 90,48        | 4 771       | 92,12       |
| Votes blancs             | Votes blancs             | Votes blancs             | Votes blancs             | Votes blancs             | 338          | 6,56         | 266         | 5,14        |
| Votes nuls               | Votes nuls               | Votes nuls               | Votes nuls               | Votes nuls               | 153          | 2,97         | 142         | 2,74        |
| Total                    | Total                    | Total                    | Total                    | Total                    | 5 155        | 100          | 5 179       | 100         |
| Abstention               | Abstention               | Abstention               | Abstention               | Abstention               | 11 871       | 69,72        | 11 853      | 69,59       |
| Inscrits / participation | Inscrits / participation | Inscrits / participation | Inscrits / participation | Inscrits / participation | 17 026       | 30,28        | 17 032      | 30,41       |

### Canton de Cerizay
| Candidats                | Candidats                | Partis                   | Nuance                   | Nuance                   | Premier tour | Premier tour | Second tour | Second tour |
| Candidats                | Candidats                | Partis                   | Nuance                   | Nuance                   | Voix         | %            | Voix        | %           |
| ------------------------ | ------------------------ | ------------------------ | ------------------------ | ------------------------ | ------------ | ------------ | ----------- | ----------- |
|                          | Thierry Marolleau        | DVD                      | UCD                      | UCD                      | 3 099        | 59,24        | 3 541       | 71,02       |
|                          | Sylvie Renaudin          | LR                       | UCD                      | UCD                      | 3 099        | 59,24        | 3 541       | 71,02       |
|                          | Florence Bazzoli         | DVG                      | UGE                      | UGE                      | 1 226        | 23,44        | 1 445       | 28,98       |
|                          | Nicolas Legrand          | LFI                      | UGE                      | UGE                      | 1 226        | 23,44        | 1 445       | 28,98       |
|                          | Yves André               | RN                       | RN                       | RN                       | 906          | 17,32        |             |             |
|                          | Annick Nicoulaud         | RN                       | RN                       | RN                       | 906          | 17,32        |             |             |
|                          |                          |                          |                          |                          |              |              |             |             |
| Suffrages exprimés       | Suffrages exprimés       | Suffrages exprimés       | Suffrages exprimés       | Suffrages exprimés       | 5 231        | 92,37        | 4 986       | 90,49       |
| Votes blancs             | Votes blancs             | Votes blancs             | Votes blancs             | Votes blancs             | 281          | 4,96         | 322         | 5,84        |
| Votes nuls               | Votes nuls               | Votes nuls               | Votes nuls               | Votes nuls               | 151          | 2,67         | 202         | 3,67        |
| Total                    | Total                    | Total                    | Total                    | Total                    | 5 663        | 100          | 5 510       | 100         |
| Abstention               | Abstention               | Abstention               | Abstention               | Abstention               | 13 263       | 70,08        | 13 422      | 70,90       |
| Inscrits / participation | Inscrits / participation | Inscrits / participation | Inscrits / participation | Inscrits / participation | 18 926       | 29,92        | 18 932      | 29,10       |

### Canton de Frontenay-Rohan-Rohan
| Candidats                | Candidats                | Partis                   | Nuance                   | Nuance                   | Premier tour | Premier tour | Second tour | Second tour |
| Candidats                | Candidats                | Partis                   | Nuance                   | Nuance                   | Voix         | %            | Voix        | %           |
| ------------------------ | ------------------------ | ------------------------ | ------------------------ | ------------------------ | ------------ | ------------ | ----------- | ----------- |
|                          | Anne-Sophie Guichet      | DVD                      | DVC                      | DVC                      | 1 412        | 29,75        | 2 428       | 54,99       |
|                          | Olivier Poiraud          | DVD                      | DVC                      | DVC                      | 1 412        | 29,75        | 2 428       | 54,99       |
|                          | Rabah Laïchour           | DVG                      | UG                       | UG                       | 1 100        | 23,17        | 1 987       | 45,01       |
|                          | Dominique Pougnard       | DVG                      | UG                       | UG                       | 1 100        | 23,17        | 1 987       | 45,01       |
|                          | Julien Le Guet           | DVG                      | UGE                      | UGE                      | 909          | 19,15        |             |             |
|                          | Virginie Leonard         | EÉLV                     | UGE                      | UGE                      | 909          | 19,15        |             |             |
|                          | Christel De Oliveira     | LREM                     | REM                      | REM                      | 682          | 14,37        |             |             |
|                          | Christophe Guinot        | LREM                     | REM                      | REM                      | 682          | 14,37        |             |             |
|                          | Véronique Giroux         | RN                       | RN                       | RN                       | 644          | 13,57        |             |             |
|                          | Olivier Guibert          | RN                       | RN                       | RN                       | 644          | 13,57        |             |             |
|                          |                          |                          |                          |                          |              |              |             |             |
| Suffrages exprimés       | Suffrages exprimés       | Suffrages exprimés       | Suffrages exprimés       | Suffrages exprimés       | 4 747        | 96,17        | 4 415       | 92,15       |
| Votes blancs             | Votes blancs             | Votes blancs             | Votes blancs             | Votes blancs             | 115          | 2,33         | 236         | 4,93        |
| Votes nuls               | Votes nuls               | Votes nuls               | Votes nuls               | Votes nuls               | 74           | 1,50         | 140         | 2,92        |
| Total                    | Total                    | Total                    | Total                    | Total                    | 4 936        | 100          | 4 791       | 100         |
| Abstention               | Abstention               | Abstention               | Abstention               | Abstention               | 9 774        | 66,44        | 9 918       | 67,43       |
| Inscrits / participation | Inscrits / participation | Inscrits / participation | Inscrits / participation | Inscrits / participation | 14 710       | 33,56        | 14 709      | 32,57       |

### Canton de la Gâtine
| Candidats                | Candidats                | Partis                   | Nuance                   | Nuance                   | Premier tour | Premier tour | Second tour | Second tour |
| Candidats                | Candidats                | Partis                   | Nuance                   | Nuance                   | Voix         | %            | Voix        | %           |
| ------------------------ | ------------------------ | ------------------------ | ------------------------ | ------------------------ | ------------ | ------------ | ----------- | ----------- |
|                          | Coralie Denoues          | DVD                      | UCD                      | UCD                      | 3 050        | 51,24        | 4 054       | 69,39       |
|                          | Didier Gaillard          | DVD                      | UCD                      | UCD                      | 3 050        | 51,24        | 4 054       | 69,39       |
|                          | Hélène Arnaud            | DVG                      | UGE                      | UGE                      | 930          | 15,63        | 1 788       | 30,61       |
|                          | Julien Launay            | DVG                      | UGE                      | UGE                      | 930          | 15,63        | 1 788       | 30,61       |
|                          | Jean-Claude Cantin       | RN                       | RN                       | RN                       | 828          | 13,91        |             |             |
|                          | Lysiane Letang           | RN                       | RN                       | RN                       | 828          | 13,91        |             |             |
|                          | Philippe Ecalle          | DVG                      | UG                       | UG                       | 791          | 13,29        |             |             |
|                          | Céline Karasinski        | DVG                      | UG                       | UG                       | 791          | 13,29        |             |             |
|                          | Pascal Olivier           | LREM                     | REM                      | REM                      | 353          | 5,93         |             |             |
|                          | Anne Veret               | LREM                     | REM                      | REM                      | 353          | 5,93         |             |             |
|                          |                          |                          |                          |                          |              |              |             |             |
| Suffrages exprimés       | Suffrages exprimés       | Suffrages exprimés       | Suffrages exprimés       | Suffrages exprimés       | 5 952        | 94,09        | 5 842       | 92,45       |
| Votes blancs             | Votes blancs             | Votes blancs             | Votes blancs             | Votes blancs             | 229          | 3,62         | 285         | 4,51        |
| Votes nuls               | Votes nuls               | Votes nuls               | Votes nuls               | Votes nuls               | 145          | 2,29         | 192         | 3,04        |
| Total                    | Total                    | Total                    | Total                    | Total                    | 6 326        | 100          | 6 319       | 100         |
| Abstention               | Abstention               | Abstention               | Abstention               | Abstention               | 10 750       | 62,95        | 10 759      | 63,00       |
| Inscrits / participation | Inscrits / participation | Inscrits / participation | Inscrits / participation | Inscrits / participation | 17 076       | 37,05        | 17 078      | 37,00       |

### Canton de Mauléon
| Candidats                | Candidats                          | Partis                   | Nuance                   | Nuance                   | Premier tour | Premier tour | Second tour | Second tour |
| Candidats                | Candidats                          | Partis                   | Nuance                   | Nuance                   | Voix         | %            | Voix        | %           |
| ------------------------ | ---------------------------------- | ------------------------ | ------------------------ | ------------------------ | ------------ | ------------ | ----------- | ----------- |
|                          | Philippe Bremond                   | LR                       | UCD                      | UCD                      | 3 137        | 65,34        | 3 725       | 79,53       |
|                          | Claire Paulic                      | LR                       | UCD                      | UCD                      | 3 137        | 65,34        | 3 725       | 79,53       |
|                          | Christian Le Guet                  | DVG                      | UGE                      | UGE                      | 778          | 16,20        | 959         | 20,47       |
|                          | Annie Richard                      | DVG                      | UGE                      | UGE                      | 778          | 16,20        | 959         | 20,47       |
|                          | Pierre Appercé                     | RN                       | RN                       | RN                       | 691          | 14,39        |             |             |
|                          | Hélène Cartier                     | RN                       | RN                       | RN                       | 691          | 14,39        |             |             |
|                          | Marie-Laure Allard                 | DLF                      | DSV                      | DSV                      | 195          | 4,06         |             |             |
|                          | Patrick du Réau de La Gaignonnière | DLF                      | DSV                      | DSV                      | 195          | 4,06         |             |             |
|                          |                                    |                          |                          |                          |              |              |             |             |
| Suffrages exprimés       | Suffrages exprimés                 | Suffrages exprimés       | Suffrages exprimés       | Suffrages exprimés       | 4 801        | 94,56        | 4 684       | 94,21       |
| Votes blancs             | Votes blancs                       | Votes blancs             | Votes blancs             | Votes blancs             | 158          | 3,11         | 174         | 3,50        |
| Votes nuls               | Votes nuls                         | Votes nuls               | Votes nuls               | Votes nuls               | 118          | 2,32         | 114         | 2,29        |
| Total                    | Total                              | Total                    | Total                    | Total                    | 5 077        | 100          | 4 972       | 100         |
| Abstention               | Abstention                         | Abstention               | Abstention               | Abstention               | 11 357       | 69,11        | 11 463      | 69,75       |
| Inscrits / participation | Inscrits / participation           | Inscrits / participation | Inscrits / participation | Inscrits / participation | 16 434       | 30,89        | 16 435      | 30,25       |

### Canton de Melle
| Candidats                | Candidats                 | Partis                   | Nuance                   | Nuance                   | Premier tour | Premier tour | Second tour | Second tour |
| Candidats                | Candidats                 | Partis                   | Nuance                   | Nuance                   | Voix         | %            | Voix        | %           |
| ------------------------ | ------------------------- | ------------------------ | ------------------------ | ------------------------ | ------------ | ------------ | ----------- | ----------- |
|                          | Dorick Barillot           | PS                       | UG                       | UG                       | 1 145        | 24,23        | 2 219       | 53,48       |
|                          | Muriel Sabourin Benelhadj | PS                       | UG                       | UG                       | 1 145        | 24,23        | 2 219       | 53,48       |
|                          | Guy Moreau                | GÉ                       | ECO                      | ECO                      | 1 002        | 21,21        | 1 930       | 46,52       |
|                          | Flavie Mourault           | EELV                     | ECO                      | ECO                      | 1 002        | 21,21        | 1 930       | 46,52       |
|                          | Margaret Faussadier       | RN                       | RN                       | RN                       | 839          | 17,76        |             |             |
|                          | Eric Parfond              | RN                       | RN                       | RN                       | 839          | 17,76        |             |             |
|                          | Céline Barbari            | DVD                      | UCD                      | UCD                      | 815          | 17,25        |             |             |
|                          | Jean-Paul Sauvaget        | DVD                      | UCD                      | UCD                      | 815          | 17,25        |             |             |
|                          | Jean-Yves Goyer           | PCF                      | UGE                      | UGE                      | 555          | 11,75        |             |             |
|                          | Anabelle Hoareau          | DVG                      | UGE                      | UGE                      | 555          | 11,75        |             |             |
|                          | Vincent Catteau           | LREM                     | REM                      | REM                      | 369          | 7,81         |             |             |
|                          | Delphine Demarez          | LREM                     | REM                      | REM                      | 369          | 7,81         |             |             |
|                          |                           |                          |                          |                          |              |              |             |             |
| Suffrages exprimés       | Suffrages exprimés        | Suffrages exprimés       | Suffrages exprimés       | Suffrages exprimés       | 4 725        | 94,12        | 4 149       | 83,40       |
| Votes blancs             | Votes blancs              | Votes blancs             | Votes blancs             | Votes blancs             | 162          | 3,23         | 470         | 9,45        |
| Votes nuls               | Votes nuls                | Votes nuls               | Votes nuls               | Votes nuls               | 133          | 2,65         | 356         | 7,16        |
| Total                    | Total                     | Total                    | Total                    | Total                    | 5 020        | 100          | 4 975       | 100         |
| Abstention               | Abstention                | Abstention               | Abstention               | Abstention               | 9 847        | 66,23        | 9 891       | 66,53       |
| Inscrits / participation | Inscrits / participation  | Inscrits / participation | Inscrits / participation | Inscrits / participation | 14 867       | 33,77        | 14 866      | 33,47       |

### Canton de Mignon-et-Boutonne
| Candidats                | Candidats                | Partis                   | Nuance                   | Nuance                   | Premier tour | Premier tour | Second tour | Second tour |
| Candidats                | Candidats                | Partis                   | Nuance                   | Nuance                   | Voix         | %            | Voix        | %           |
| ------------------------ | ------------------------ | ------------------------ | ------------------------ | ------------------------ | ------------ | ------------ | ----------- | ----------- |
|                          | Philippe Mauffrey        | LR                       | UCD                      | UCD                      | 1 794        | 40,31        | 2 574       | 59,01       |
|                          | Séverine Vachon          | LR                       | UCD                      | UCD                      | 1 794        | 40,31        | 2 574       | 59,01       |
|                          | Mathias Chebrou          | EELV                     | ECO                      | ECO                      | 767          | 17,23        | 1 788       | 40,99       |
|                          | Magali Migaud            | EELV                     | ECO                      | ECO                      | 767          | 17,23        | 1 788       | 40,99       |
|                          | Fabricia Defois          | DVG                      | UGE                      | UGE                      | 760          | 17,07        |             |             |
|                          | Clément Godet            | EÉLV                     | UGE                      | UGE                      | 760          | 17,07        |             |             |
|                          | Dany Bremaud             | LREM                     | REM                      | REM                      | 577          | 12,96        |             |             |
|                          | Bruno Salomon            | LREM                     | REM                      | REM                      | 577          | 12,96        |             |             |
|                          | François Bonnet          | DVG                      | UG                       | UG                       | 553          | 12,42        |             |             |
|                          | Cyndie Rouzier           | DVG                      | UG                       | UG                       | 553          | 12,42        |             |             |
|                          |                          |                          |                          |                          |              |              |             |             |
| Suffrages exprimés       | Suffrages exprimés       | Suffrages exprimés       | Suffrages exprimés       | Suffrages exprimés       | 4 451        | 93,10        | 4 362       | 92,26       |
| Votes blancs             | Votes blancs             | Votes blancs             | Votes blancs             | Votes blancs             | 204          | 4,27         | 231         | 4,89        |
| Votes nuls               | Votes nuls               | Votes nuls               | Votes nuls               | Votes nuls               | 126          | 2,64         | 135         | 2,86        |
| Total                    | Total                    | Total                    | Total                    | Total                    | 4 781        | 100          | 4 728       | 100         |
| Abstention               | Abstention               | Abstention               | Abstention               | Abstention               | 9 028        | 65,38        | 9 078       | 65,75       |
| Inscrits / participation | Inscrits / participation | Inscrits / participation | Inscrits / participation | Inscrits / participation | 13 809       | 34,62        | 13 806      | 34,25       |

### Canton de Niort-1
| Candidats                | Candidats                | Partis                   | Nuance                   | Nuance                   | Premier tour | Premier tour | Second tour | Second tour |
| Candidats                | Candidats                | Partis                   | Nuance                   | Nuance                   | Voix         | %            | Voix        | %           |
| ------------------------ | ------------------------ | ------------------------ | ------------------------ | ------------------------ | ------------ | ------------ | ----------- | ----------- |
|                          | Romain Dupeyrou          | DVD                      | DVD                      | DVD                      | 1 822        | 43,92        | 2 405       | 57,55       |
|                          | Rose-Marie Nieto         | DVD                      | DVD                      | DVD                      | 1 822        | 43,92        | 2 405       | 57,55       |
|                          | Hermann Cadiou           | G.s                      | UGE                      | UGE                      | 1 232        | 29,70        | 1 774       | 42,45       |
|                          | Monique Johnson          | EÉLV                     | UGE                      | UGE                      | 1 232        | 29,70        | 1 774       | 42,45       |
|                          | Abdelghani Ammari        | PS                       | UG                       | UG                       | 477          | 11,50        |             |             |
|                          | Claire Caillaud          | PS                       | UG                       | UG                       | 477          | 11,50        |             |             |
|                          | Sandrine Bailly          | LREM                     | UC                       | UC                       | 338          | 8,15         |             |             |
|                          | Khaled Benaziz           | LREM                     | UC                       | UC                       | 338          | 8,15         |             |             |
|                          | Christine Debonnaire     | RN                       | RN                       | RN                       | 279          | 6,73         |             |             |
|                          | Michel Nicaise           | RN                       | RN                       | RN                       | 279          | 6,73         |             |             |
|                          |                          |                          |                          |                          |              |              |             |             |
| Suffrages exprimés       | Suffrages exprimés       | Suffrages exprimés       | Suffrages exprimés       | Suffrages exprimés       | 4 148        | 97,51        | 4 179       | 95,54       |
| Votes blancs             | Votes blancs             | Votes blancs             | Votes blancs             | Votes blancs             | 47           | 1,10         | 117         | 2,67        |
| Votes nuls               | Votes nuls               | Votes nuls               | Votes nuls               | Votes nuls               | 59           | 1,39         | 78          | 1,78        |
| Total                    | Total                    | Total                    | Total                    | Total                    | 4 254        | 100          | 4 374       | 100         |
| Abstention               | Abstention               | Abstention               | Abstention               | Abstention               | 8 857        | 67,55        | 8 753       | 66,68       |
| Inscrits / participation | Inscrits / participation | Inscrits / participation | Inscrits / participation | Inscrits / participation | 13 111       | 32,45        | 13 127      | 33,32       |

### Canton de Niort-2
| Candidats                | Candidats                | Partis                   | Nuance                   | Nuance                   | Premier tour | Premier tour | Second tour | Second tour |
| Candidats                | Candidats                | Partis                   | Nuance                   | Nuance                   | Voix         | %            | Voix        | %           |
| ------------------------ | ------------------------ | ------------------------ | ------------------------ | ------------------------ | ------------ | ------------ | ----------- | ----------- |
|                          | Sophie Boutrit           | DVG                      | DVG                      | DVG                      | 1 330        | 35,00        | 1 896       | 49,67       |
|                          | Rodolphe Challet         | DVG                      | DVG                      | DVG                      | 1 330        | 35,00        | 1 896       | 49,67       |
|                          | Bernard Pénicaud         | DVG                      | UG                       | UG                       | 1 024        | 26,95        | 1 921       | 50,33       |
|                          | Élodie Truong            | PS                       | UG                       | UG                       | 1 024        | 26,95        | 1 921       | 50,33       |
|                          | Francis Lebarbier        | PCF                      | UGE                      | UGE                      | 792          | 20,84        |             |             |
|                          | Julie Siaudeau           | LFI                      | UGE                      | UGE                      | 792          | 20,84        |             |             |
|                          | Patricia Bizard          | LREM                     | REM                      | REM                      | 352          | 9,26         |             |             |
|                          | Xavier Lallement         | LREM                     | REM                      | REM                      | 352          | 9,26         |             |             |
|                          | Anne-Marie André         | RN                       | RN                       | RN                       | 302          | 7,95         |             |             |
|                          | Patrick Balland          | RN                       | RN                       | RN                       | 302          | 7,95         |             |             |
|                          |                          |                          |                          |                          |              |              |             |             |
| Suffrages exprimés       | Suffrages exprimés       | Suffrages exprimés       | Suffrages exprimés       | Suffrages exprimés       | 3 800        | 96,32        | 3 817       | 94,76       |
| Votes blancs             | Votes blancs             | Votes blancs             | Votes blancs             | Votes blancs             | 82           | 2,08         | 114         | 2,83        |
| Votes nuls               | Votes nuls               | Votes nuls               | Votes nuls               | Votes nuls               | 63           | 1,60         | 97          | 2,41        |
| Total                    | Total                    | Total                    | Total                    | Total                    | 3 945        | 100          | 4 028       | 100         |
| Abstention               | Abstention               | Abstention               | Abstention               | Abstention               | 8 800        | 69,05        | 8 734       | 68,44       |
| Inscrits / participation | Inscrits / participation | Inscrits / participation | Inscrits / participation | Inscrits / participation | 12 745       | 30,95        | 12 762      | 31,56       |

### Canton de Niort-3
| Candidats                | Candidats                | Partis                   | Nuance                   | Nuance                   | Premier tour | Premier tour | Second tour | Second tour |
| Candidats                | Candidats                | Partis                   | Nuance                   | Nuance                   | Voix         | %            | Voix        | %           |
| ------------------------ | ------------------------ | ------------------------ | ------------------------ | ------------------------ | ------------ | ------------ | ----------- | ----------- |
|                          | Christine Hypeau         | DVD                      | UCD                      | UCD                      | 1 513        | 39,88        | 2 406       | 61,60       |
|                          | Guillaume Juin           | DVD                      | UCD                      | UCD                      | 1 513        | 39,88        | 2 406       | 61,60       |
|                          | Geoffroy Michel          | EÉLV                     | UGE                      | UGE                      | 1 039        | 27,39        | 1 500       | 38,40       |
|                          | Ludivine Thomas          | PCF                      | UGE                      | UGE                      | 1 039        | 27,39        | 1 500       | 38,40       |
|                          | Jean-Romée Charbonneau   | RN                       | RN                       | RN                       | 454          | 11,97        |             |             |
|                          | Charlotte Marie          | RN                       | RN                       | RN                       | 454          | 11,97        |             |             |
|                          | Marie-Odile Brault       | LREM                     | REM                      | REM                      | 414          | 10,91        |             |             |
|                          | Claude Sangua            | LREM                     | REM                      | REM                      | 414          | 10,91        |             |             |
|                          | Pierre Fougereau         | LND                      | DVG                      | DVG                      | 374          | 9,86         |             |             |
|                          | Agnès Jarry              | DVD                      | DVG                      | DVG                      | 374          | 9,86         |             |             |
|                          |                          |                          |                          |                          |              |              |             |             |
| Suffrages exprimés       | Suffrages exprimés       | Suffrages exprimés       | Suffrages exprimés       | Suffrages exprimés       | 3 794        | 96,39        | 3 906       | 94,99       |
| Votes blancs             | Votes blancs             | Votes blancs             | Votes blancs             | Votes blancs             | 95           | 2,41         | 119         | 2,89        |
| Votes nuls               | Votes nuls               | Votes nuls               | Votes nuls               | Votes nuls               | 47           | 1,19         | 87          | 2,12        |
| Total                    | Total                    | Total                    | Total                    | Total                    | 3 936        | 100          | 4 112       | 100         |
| Abstention               | Abstention               | Abstention               | Abstention               | Abstention               | 8 954        | 69,46        | 8 796       | 68,14       |
| Inscrits / participation | Inscrits / participation | Inscrits / participation | Inscrits / participation | Inscrits / participation | 12 890       | 30,54        | 12 908      | 30,26       |

### Canton de Parthenay
| Candidats                | Candidats                | Partis                   | Nuance                   | Nuance                   | Premier tour | Premier tour | Second tour | Second tour |
| Candidats                | Candidats                | Partis                   | Nuance                   | Nuance                   | Voix         | %            | Voix        | %           |
| ------------------------ | ------------------------ | ------------------------ | ------------------------ | ------------------------ | ------------ | ------------ | ----------- | ----------- |
|                          | Gilbert Favreau          | LR                       | UCD                      | UCD                      | 2 254        | 45,22        | 2 640       | 55,77       |
|                          | Béatrice Largeau         | DVD                      | UCD                      | UCD                      | 2 254        | 45,22        | 2 640       | 55,77       |
|                          | Benoît Piron             | GÉ                       | DVG                      | DVG                      | 1 101        | 22,09        | 2 094       | 44,23       |
|                          | Pascale Robin            | DVG                      | DVG                      | DVG                      | 1 101        | 22,09        | 2 094       | 44,23       |
|                          | Jocelyne Bénard          | LFI                      | UGE                      | UGE                      | 915          | 18,36        |             |             |
|                          | Cyril Lièvre             | DVG                      | UGE                      | UGE                      | 915          | 18,36        |             |             |
|                          | Michel Fievet            | RN                       | RN                       | RN                       | 714          | 14,33        |             |             |
|                          | Marie Vacher             | RN                       | RN                       | RN                       | 714          | 14,33        |             |             |
|                          |                          |                          |                          |                          |              |              |             |             |
| Suffrages exprimés       | Suffrages exprimés       | Suffrages exprimés       | Suffrages exprimés       | Suffrages exprimés       | 4 984        | 95,35        | 4 734       | 92,42       |
| Votes blancs             | Votes blancs             | Votes blancs             | Votes blancs             | Votes blancs             | 125          | 2,39         | 212         | 4,14        |
| Votes nuls               | Votes nuls               | Votes nuls               | Votes nuls               | Votes nuls               | 118          | 2,26         | 176         | 3,44        |
| Total                    | Total                    | Total                    | Total                    | Total                    | 5 227        | 100          | 5 122       | 100         |
| Abstention               | Abstention               | Abstention               | Abstention               | Abstention               | 10 274       | 66,28        | 10 379      | 66,96       |
| Inscrits / participation | Inscrits / participation | Inscrits / participation | Inscrits / participation | Inscrits / participation | 15 501       | 33,72        | 15 501      | 33,04       |

### Canton de la Plaine niortaise
| Candidats                | Candidats                | Partis                   | Nuance                   | Nuance                   | Premier tour | Premier tour | Second tour | Second tour |
| Candidats                | Candidats                | Partis                   | Nuance                   | Nuance                   | Voix         | %            | Voix        | %           |
| ------------------------ | ------------------------ | ------------------------ | ------------------------ | ------------------------ | ------------ | ------------ | ----------- | ----------- |
|                          | Thierry Devautour        | DVD                      | UCD                      | UCD                      | 2 585        | 44,29        | 3 390       | 58,30       |
|                          | Nathalie Vinatier        | DVD                      | UCD                      | UCD                      | 2 585        | 44,29        | 3 390       | 58,30       |
|                          | Anne François            | DVG                      | UG                       | UG                       | 1 266        | 21,69        | 2 425       | 41,70       |
|                          | Lionel Vinour            | PS                       | UG                       | UG                       | 1 266        | 21,69        | 2 425       | 41,70       |
|                          | Yohan Aubert             | LREM                     | REM                      | REM                      | 1 038        | 17,78        |             |             |
|                          | Virginie Rego            | LREM                     | REM                      | REM                      | 1 038        | 17,78        |             |             |
|                          | Nadège Le Baron          | DVG                      | UGE                      | UGE                      | 948          | 16,24        |             |             |
|                          | Denis Roulin             | PCF                      | UGE                      | UGE                      | 948          | 16,24        |             |             |
|                          |                          |                          |                          |                          |              |              |             |             |
| Suffrages exprimés       | Suffrages exprimés       | Suffrages exprimés       | Suffrages exprimés       | Suffrages exprimés       | 5 837        | 94,10        | 5 815       | 94,19       |
| Votes blancs             | Votes blancs             | Votes blancs             | Votes blancs             | Votes blancs             | 216          | 3,48         | 220         | 3,56        |
| Votes nuls               | Votes nuls               | Votes nuls               | Votes nuls               | Votes nuls               | 150          | 2,42         | 139         | 2,25        |
| Total                    | Total                    | Total                    | Total                    | Total                    | 6 203        | 100          | 6 174       | 100         |
| Abstention               | Abstention               | Abstention               | Abstention               | Abstention               | 13 450       | 68,44        | 13 482      | 68,59       |
| Inscrits / participation | Inscrits / participation | Inscrits / participation | Inscrits / participation | Inscrits / participation | 19 653       | 31,56        | 19 656      | 31,41       |

### Canton de Saint-Maixent-l'École
| Candidats                | Candidats                | Partis                   | Nuance                   | Nuance                   | Premier tour | Premier tour | Second tour | Second tour |
| Candidats                | Candidats                | Partis                   | Nuance                   | Nuance                   | Voix         | %            | Voix        | %           |
| ------------------------ | ------------------------ | ------------------------ | ------------------------ | ------------------------ | ------------ | ------------ | ----------- | ----------- |
|                          | Catherine Pelaud         | EELV                     | ECO                      | ECO                      | 1 585        | 29,16        | 2 729       | 53,90       |
|                          | Jean-François Renoux     | GÉ                       | ECO                      | ECO                      | 1 585        | 29,16        | 2 729       | 53,90       |
|                          | Thomas Braud             | DVD                      | UCD                      | UCD                      | 1 118        | 20,57        | 2 334       | 46,10       |
|                          | Hélène Havette           | DVD                      | UCD                      | UCD                      | 1 118        | 20,57        | 2 334       | 46,10       |
|                          | Stéphane Sainty          | RN                       | RN                       | RN                       | 1 095        | 20,15        |             |             |
|                          | Béatrice Tabutaud        | RN                       | RN                       | RN                       | 1 095        | 20,15        |             |             |
|                          | Eva Gilibert             | DVG                      | UGE                      | UGE                      | 915          | 16,84        |             |             |
|                          | Sébastien Goudeau        | EÉLV                     | UGE                      | UGE                      | 915          | 16,84        |             |             |
|                          | Patrick Clément          | LREM                     | REM                      | REM                      | 722          | 13,28        |             |             |
|                          | Fabienne Rita-Chédozeau  | LREM                     | REM                      | REM                      | 722          | 13,28        |             |             |
|                          |                          |                          |                          |                          |              |              |             |             |
| Suffrages exprimés       | Suffrages exprimés       | Suffrages exprimés       | Suffrages exprimés       | Suffrages exprimés       | 5 435        | 95,12        | 5 063       | 90,73       |
| Votes blancs             | Votes blancs             | Votes blancs             | Votes blancs             | Votes blancs             | 182          | 3,19         | 327         | 5,86        |
| Votes nuls               | Votes nuls               | Votes nuls               | Votes nuls               | Votes nuls               | 97           | 1,70         | 190         | 3,41        |
| Total                    | Total                    | Total                    | Total                    | Total                    | 5 714        | 100          | 5 580       | 100         |
| Abstention               | Abstention               | Abstention               | Abstention               | Abstention               | 12 340       | 68,35        | 12 462      | 69,07       |
| Inscrits / participation | Inscrits / participation | Inscrits / participation | Inscrits / participation | Inscrits / participation | 18 054       | 31,65        | 18 042      | 30,93       |

### Canton de Thouars
| Candidats                | Candidats                | Partis                   | Nuance                   | Nuance                   | Premier tour | Premier tour | Second tour | Second tour |
| Candidats                | Candidats                | Partis                   | Nuance                   | Nuance                   | Voix         | %            | Voix        | %           |
| ------------------------ | ------------------------ | ------------------------ | ------------------------ | ------------------------ | ------------ | ------------ | ----------- | ----------- |
|                          | Philippe Chauveau        | LR                       | UCD                      | UCD                      | 980          | 27,82        | 1 830       | 58,94       |
|                          | Esther Mahiet-Lucas      | LR                       | UCD                      | UCD                      | 980          | 27,82        | 1 830       | 58,94       |
|                          | Georges El Khourge       | LREM                     | REM                      | REM                      | 663          | 18,82        | 1 275       | 41,06       |
|                          | Lucette Roux             | LREM                     | REM                      | REM                      | 663          | 18,82        | 1 275       | 41,06       |
|                          | Philippe Jeanne          | RN                       | RN                       | RN                       | 629          | 17,85        |             |             |
|                          | Nathalie Pointecouteau   | RN                       | RN                       | RN                       | 629          | 17,85        |             |             |
|                          | Christian Seguin         | DVG                      | UG                       | UG                       | 444          | 12,60        |             |             |
|                          | Laura Suarez             | DVG                      | UG                       | UG                       | 444          | 12,60        |             |             |
|                          | Axel Urbain              | LFI                      | UG                       | UG                       | 410          | 11,64        |             |             |
|                          | Juliette Woillez         | LFI                      | UG                       | UG                       | 410          | 11,64        |             |             |
|                          | Kévin Lhomer             | DVD                      | DVD                      | DVD                      | 397          | 11,27        |             |             |
|                          | Sarah Makindu            | DVD                      | DVD                      | DVD                      | 397          | 11,27        |             |             |
|                          |                          |                          |                          |                          |              |              |             |             |
| Suffrages exprimés       | Suffrages exprimés       | Suffrages exprimés       | Suffrages exprimés       | Suffrages exprimés       | 3 523        | 94,81        | 3 105       | 82,40       |
| Votes blancs             | Votes blancs             | Votes blancs             | Votes blancs             | Votes blancs             | 120          | 3,23         | 423         | 11,23       |
| Votes nuls               | Votes nuls               | Votes nuls               | Votes nuls               | Votes nuls               | 73           | 1,96         | 240         | 6,37        |
| Total                    | Total                    | Total                    | Total                    | Total                    | 3 716        | 100          | 3 768       | 100         |
| Abstention               | Abstention               | Abstention               | Abstention               | Abstention               | 9 799        | 72,50        | 9 745       | 72,12       |
| Inscrits / participation | Inscrits / participation | Inscrits / participation | Inscrits / participation | Inscrits / participation | 13 515       | 27,50        | 13 513      | 27,88       |

### Canton du Val de Thouet
| Candidats                | Candidats                    | Partis                   | Nuance                   | Nuance                   | Premier tour | Premier tour | Second tour | Second tour |
| Candidats                | Candidats                    | Partis                   | Nuance                   | Nuance                   | Voix         | %            | Voix        | %           |
| ------------------------ | ---------------------------- | ------------------------ | ------------------------ | ------------------------ | ------------ | ------------ | ----------- | ----------- |
|                          | Olivier Fouillet             | DVD                      | UCD                      | UCD                      | 2 044        | 36,96        | 2 873       | 51,66       |
|                          | Maryline Gelée               | DVD                      | UCD                      | UCD                      | 2 044        | 36,96        | 2 873       | 51,66       |
|                          | Pascal Bironneau             | DVG                      | UG                       | UG                       | 1 719        | 31,08        | 2 688       | 48,34       |
|                          | Valérie Guidal               | DVG                      | UG                       | UG                       | 1 719        | 31,08        | 2 688       | 48,34       |
|                          | Laura Cantin                 | RN                       | RN                       | RN                       | 1 241        | 22,44        |             |             |
|                          | Arnaud Humbert               | RN                       | RN                       | RN                       | 1 241        | 22,44        |             |             |
|                          | Maxence Desvallon            | LFI                      | UGE                      | UGE                      | 526          | 9,51         |             |             |
|                          | Pétronille Richard de Bardin | DVG                      | UGE                      | UGE                      | 526          | 9,51         |             |             |
|                          |                              |                          |                          |                          |              |              |             |             |
| Suffrages exprimés       | Suffrages exprimés           | Suffrages exprimés       | Suffrages exprimés       | Suffrages exprimés       | 5 530        | 94,35        | 5 561       | 91,40       |
| Votes blancs             | Votes blancs                 | Votes blancs             | Votes blancs             | Votes blancs             | 224          | 3,82         | 314         | 5,16        |
| Votes nuls               | Votes nuls                   | Votes nuls               | Votes nuls               | Votes nuls               | 107          | 1,83         | 209         | 3,44        |
| Total                    | Total                        | Total                    | Total                    | Total                    | 5 861        | 100          | 6 084       | 100         |
| Abstention               | Abstention                   | Abstention               | Abstention               | Abstention               | 11 992       | 67,17        | 11 770      | 65,92       |
| Inscrits / participation | Inscrits / participation     | Inscrits / participation | Inscrits / participation | Inscrits / participation | 17 853       | 32,83        | 17 854      | 34,08       |

## Président du conseil départemental
Le président sortant, Hervé de Talhouët-Roy, ne se représentait pas. Après la victoire des candidats Union Deux-Sèvres, Coralie Denoues et Marie-Pierre Missioux se portent candidates à la présidence du département. À la suite d'une réunion, la première est désignée candidate officielle tout en étant rejetée par le maire de Niort Jérôme Baloge ainsi que plusieurs conseillers du Sud du département.
Le jour de l'élection, Rose-Marie Nieto (Niort-1) se porte finalement elle-aussi candidate.
À gauche, Chantal Brillaud (PS) se présente également.
Aux premier et deuxième tours, la majorité absolue est nécessaire pour être élu. Au troisième tour, la majorité relative suffit.
| Candidat               | Candidat               | Canton                 | Partis                 | Premier tour | Premier tour | Deuxième tour | Deuxième tour | Troisième tour | Troisième tour |
| Candidat               | Candidat               | Canton                 | Partis                 | Voix         | %            | Voix          | %             | Voix           | %              |
| ---------------------- | ---------------------- | ---------------------- | ---------------------- | ------------ | ------------ | ------------- | ------------- | -------------- | -------------- |
|                        | Coralie Denoues        | La Gâtine              | DVD                    | 15           | 44,12        | 15            | 44,12         | 16             | 47,06          |
|                        | Rose-Marie Nieto       | Niort-1                | DVD                    | 11           | 32,35        | 11            | 32,35         | 10             | 29,41          |
|                        | Chantal Brillaud       | Celles-sur-Belle       | PS                     | 8            | 23,53        | 8             | 23,53         | 8              | 23,53          |
|                        |                        |                        |                        |              |              |               |               |                |                |
| Exprimés               | Exprimés               | Exprimés               | Exprimés               | 34           | 100,00       | 34            | 100,00        | 34             | 100,00         |
| Blancs et nuls         | Blancs et nuls         | Blancs et nuls         | Blancs et nuls         | 0            | 0,00         | 0             | 0,00          | 0              | 0,00           |
| Total                  | Total                  | Total                  | Total                  | 34           | 100,00       | 34            | 100,00        | 34             | 100,00         |
| Inscrits/participation | Inscrits/participation | Inscrits/participation | Inscrits/participation | 34           | 100,00       | 34            | 100,00        | 34             | 100,00         |